# Jon-Erikstjärnen
Jon-Erikstjärnen är en sjö i Bräcke kommun i Jämtland och ingår i Ljungans huvudavrinningsområde. Jon-Erikstjärnen ligger i Helvetesbrännan (norra) Natura 2000-område.